# Indigo (Chris Brown)
Indigo è il nono album in studio del cantante statunitense Chris Brown, pubblicato il 28 giugno 2019.
Si tratta di un doppio disco, composto da 29 tracce (30 nella versione fisica), che sussegue il mastodontico album di 45 tracce Heartbreak on a Full Moon, che ricevette un'ottima ricezione generale.
Nell'album Brown ha lavorato con produttori che ne hanno sviluppato il suono, quali Boi-1da, Soundz, Scott Storch, Smash David, OG Parker,  J.R. Rotem e altri, lavorando con diversi artisti, aumentando il numero di collaborazioni rispetto ai precedenti due album del cantante, lavorando con i cantanti Tory Lanez, Justin Bieber, H.E.R., Tank, e Drake, ed i rapper Tyga, Juicy J, Juvenile, Lil Jon, Lil "Weezy" Wayne, Joyner Lucas e Gunna.
L'album ha ricevuto una buona ricezione della critica, che ne ha lodato le produzioni e le esibizioni vocali di Brown, però trovando la lunghezza del disco non necessaria, a differenza del suo predecessore Heartbreak on a Full Moon. L'album ha ricevuto un buon riscontro commerciale, con notevoli risultati nelle classifiche internazionali, diventando il terzo album di Brown a raggiungere il primo posto della Billboard 200 seguendo l'album Fortune nel 2012.

## Antefatti e lavorazione
Nel dicembre 2017, subito dopo aver pubblicato Heartbreak on a Full Moon, Brown ha mostrato che stava già lavorando a nuove canzoni, pubblicando un'anteprima di una canzone "ispirata a Michael Jackson" sul suo profilo Instagram. Nel 2018 ha pubblicato alcuni frammenti di nuove canzoni inedite, mostrando che stava lavorando a un mixtape in collaborazione con Jacquees, e ad un altro mixtape in collaborazione con Joyner Lucas, che finirono per non essere né pubblicati né completati.
Si vociferò che il prossimo album di Brown si sarebbe chiamato Indigo da luglio 2018, quando il cantante si tatuò la parola in corrispondenza della basetta. La lavorazione ufficiale del disco, dopo l'ideazione del concept, iniziò ad agosto del 2018, al termine dell' "Heartbreak On A Full Moon tour", con Undecided come primo brano composto a seguito dell'idealizzazione del progetto.
Brown ha spiegato il titolo dell'album durante una live su Instagram il giorno di pubblicazione di Indigo, dicendo:

## Copertina
La copertina dell'album è stata disegnata dal writer Saturno e rappresenta in chiave sovrannaturale il volto di Brown nello spazio, circondato da figure immaginarie tra cui veicoli spaziali e caricature di mostri.

## Pubblicazione
Nel gennaio 2019, Brown ha annunciato un nuovo accordo con i media globali internazionali e la sua etichetta RCA Records, diventando uno degli artisti più giovani ad avere i pieni diritti dei suoi album all'età di 29 anni. Indigo è stato annunciato come il primo album con questo accordo, con l'uscita del primo singolo Undecided il 4 gennaio 2019. Brown ha successivamente dichiarato in un post su Instagram che il suo nuovo album non sarebbe stato lungo come Heartbreak on a Full Moon e si sarebbe concentrato su "energia, amore, luce e felicità", dicendo che a lui ricorda i suoi precedenti album Chris Brown, Graffiti e F.A.M.E..
Successivamente ha pubblicato il secondo singolo ufficiale dall'album, Back to Love, l'11 aprile 2019, ottenendo una risposta positiva da parte dei fan e della critica. La settimana successiva ha pubblicato il terzo singolo dall'album, Wobble Up, con Nicki Minaj e G-Eazy, ricevendo una risposta generale mediamente negativa. In corrispondenza alla pubblicazione del singolo annunciò che l'album sarebbe stato pubblicato a giugno. Sul suo profilo Instagram il 2 maggio 2019, Brown ha annunciato l'elenco degli artisti con cui aveva lavorato per l'album, e alcune di queste collaborazioni furono sorprendenti per i media, specialmente Drake, a causa della loro faida pubblica che durò per diversi anni.
In seguito ha rivelato l'artwork dell'album e la sua tracklist tra maggio e giugno 2019. L'8 giugno, Brown ha pubblicato No Guidance con Drake come quarto singolo dall'album, ed ha debuttato al numero 9 della Billboard Hot 100, diventando la quindicesima canzone di Chris Brown nella top 10 e diventando anche la sua canzone più in voga come artista principale dopo Loyal del 2013.
L'album è stato pubblicato il 28 giugno 2019, e non è stato promosso con alcuna intervista giornalistica o radiofonica o apparizione in TV, essendo il primo album di Brown a non avere alcuna promozione da parte dei media, essendo solo spinto dai suoi account sui social network.

## Composizione musicale
Lo stile musicale di Indigo si divide prevalentemente in due stili musicali; brani prettamente R&B con produzioni che variano da strumentazioni che campionano canzoni hip hop e R&B degli anni '90 e primi anni 2000, come Undecided, Throw It Back e Sorry Enough, a produzioni che fondono lo stile R&B classico con lievi influenze trap, come nei brani Indigo, Early 2k e Heat. La seconda tipologia di sound presente nel disco sussiste in brani dove prevalgono suoni percussionisti provenienti da generi come la dancehall, l'afropop e la bounce music, presenti in brani come You Like That, Wobble Up, Back to Love e Lurkin'.
Nel disco ci sono 4 doppie tracce, dove nei brani c'è una progressione di differenti produzioni musicali, e sono Emerald / Burgandy, Natural Disaster / Aura, Trust Issues / Act In e BP / No Judgement.
I temi trattati nel disco sono prevalentemente riguardo ad una svolta positiva che segue un periodo brutto nella vita di una persona.

## Tracce

### Disco 1
1. Indigo – 3:12
2. Back to Love – 3:41
3. Come Together (feat. H.E.R.) – 3:54
4. Temporary Lover (feat. Lil Jon) – 3:17
5. Emerald / Burgandy (feat. Juvenile & Juicy J)– 6:39
6. Red– 3:38
7. All I Want (feat. Tyga)– 3:33
8. Wobble Up (feat. Nicki Minaj & G-Eazy)– 3:41
9. Need a Stack (feat. Joyner Lucas & Lil Wayne)– 5:28
10. Heat (feat. Gunna) – 3:52
11. No Guidance (feat. Drake)– 4:22
12. Girl of My Dreams – 3:22
13. Natural Disaster / Aura – 5:02
14. Don't Check on Me (feat. Justin Bieber & INK)– 3:24
15. Sorry Enough – 4:25

### Disco 2
1. Juice – 3:25
2. You Like That – 3:04
3. Troubled Waters – 3:13
4. Take a Risk – 3:32
5. Lurkin' (feat. Tory Lanez)– 2:49
6. Trust Issues / Act In – 4:58
7. Cheetah – 2:35
8. Undecided – 3:05
9. BP / No Judgement – 6:20
10. Side Nigga – 3:55
11. Throw It Back – 3:06
12. All on Me – 3:51
13. Sexy (feat. Trey Songz) – 3:46
14. Let's Smoke (brano presente solo nella versione fisica) – 3:07
15. Early 2k (feat. Tank) – 3:46

Tracce bonus
1. Dear God – 4:02
2. Emotions – 3:03
3. Play Catch Up – 3:00

#### Edizione estesa
1. Lower Body (feat. Davido) – 3:03
2. Overtime – 4:35
3. Under the Influence – 3:04
4. Outy When I Drive / Blamed (feat. Rich The Kid, Yella Beezy & Sage the Gemini) – 6:30
5. Nose Dive (feat. DaniLeigh) – 3:18
6. Flashbacks – 2:52
7. Problem with You – 2:14
8. Going at It – 2:48
9. Technology – 3:28
10. Tell Me How You Feel (feat. Tory Lanez) – 3:29

## Classifiche
| Classifica (2019)           | Posizione più alta |
| --------------------------- | ------------------ |
| Australia                   | 3                  |
| Austria                     | 31                 |
| Belgio (Fiandre)            | 22                 |
| Belgio (Vallonia)           | 101                |
| Canada                      | 2                  |
| Danimarca                   | 8                  |
| Francia                     | 29                 |
| Finlandia                   | 47                 |
| Germania                    | 31                 |
| Italia                      | 60                 |
| Paesi Bassi                 | 11                 |
| Irlanda                     | 23                 |
| Norvegia                    | 13                 |
| Nuova Zelanda               | 3                  |
| Portogallo                  | 11                 |
| Regno Unito                 | 7                  |
| Stati Uniti                 | 1                  |
| Stati Uniti (R&B & hip-hop) | 1                  |
| Svizzera                    | 9                  |